# Активен борец против фашизма и капитализма
Активен борец против фашизма и капитализма, съкратено АБПФК или активен борец, е лице, участвало (или подпомагало) в дейността на Българската комунистическа партия до 1945 г. и в комунистическото съпротивителното движение в България, главно през Втората световна война.
Понятието се институционализира от ЦК на БКП през 1959 година със създаването на Комитет на активните борци против фашизма и капитализма. Целта е създаване на система за обществени привилегии за признатите за активни борци и техните наследници, които се превръщат във важна опора за позицията на диктатора Тодор Живков начело на тоталитарния режим.

## Категории
Активните борци са разделени първоначално в 4 категории, после е добавена допълнителна категория.
В 1-ва категория са включени загиналите, осъдените на смърт и тези, които са били комунистически партизани повече от 1 година.
Към 2-ра категория спадат участниците в партизанското движение повече от 6 месеца, както и политзатворниците и политемигрантите.
Към 3-та и 4-та категория са отнесени ятаците и всички други участници в комунистическата борба.
По-късно е прибавена и 5-а категория, като категоризацията се осъществява от Съюза на активните борци против фашизма и капитализма.
За одобрение на кандидатурата се изисквали двама гаранти – свидетели на дейността, които да са АБПФК, които давали писмени препоръки, и се правело проучване. Много от АБПФК успяват да си издействат приемане без всякаква дейност, с показанията на приятели.

## Привилегии
За самите АБПФК
В зависимост от категорията привилегиите на АБПФК са били степенувани. На първо място в привилегиите е влизало отпускането на специална народна пенсия. Освен това АБПФК са ползвали специални безплатни почивни станции, медицинско обслужване и безплатен транспорт.
Всеки АБПФК е имал право да изиска отпускане на кредит от 6000 лв. след престояването на 6 месеца на минимална вноска от 1800 лв. в банката като жилищно-спестовен кредит, като веднага след тиражирането на заема се предлага и закупуване на жилище. Това право се дава само еднократно на дете на АБПФК (т.е. ако има повече деца, само едното ползва предимството). Останалите хора са чакали тиражирането на разрешението за кредит и разрешение да закупят жилище десетилетия, а повечето не са дочакали (т.нар. дългогодишни жилищно-спестовни влогове).
За децата им
Самите АБПФК и децата им са влизали с привилегии в учебни заведения. В средните училища и в университетите първо са приемани всички деца на АБПФК, които са изкарали оценка „среден 3“, по параграф „Ж“ от закона. В езиковите гимназии (след 7-и клас) за тях са заделяни 20 % от местата през 1970-те години. За примане с оценка „слаб 2“ се е искало специално разрешение от партийните органи, което обикновено е било давано.
През 1980-те години броят на децата на АБПФК намалява по естествени причини и тогава влиза в сила друга наредба. Според нея само 30 % от местата във ВУЗ са за деца на АБПФК, но практически се приемат всички, които желаят. За аспирантура са приемани всички желаещи, а при защитата официално е било съобщавано, че аспирантът е дете на АБПФК. При отпускането на стипендии и общежития децата на АПБФК са били с предимство. Децата на АБПФК са назначавани с предимство на работа.
По-голямата част оформя прослойка от хора, които са получили висше образование по буква „Ж“, но не може да си намери работа поради отнетите привилегии и особено поради липса на качества. Значителна част от тях са трайно безработни и се издържат, като продават имоти и имущество (често придобити благодарение на привилегии).
За внуците им
Въпреки разпространеното мнение, на внуците на АБПФК не са били предоставяни никакви привилегии. По тази причина много АБПФК осиновиха внуците си, което обаче беше забранено на даден етап със закон. За да се даде възможност на Тодор Живков да осинови внучката си Евгения, този закон беше отменен от Народното събрание за няколко часа, след което отново беше прегласуван и пак влезе в сила. Имаше куриозни случаи, при които вдовици на партизани осиновяваха внуци, а внуците им, родени години след смъртта на дядо си, използваха привилегиите на деца на загинали. Такъв случай беше огласен от журналиста Георги Тамбуев (вестник „Труд“, статията „Корупция, облечена във власт“ от 1987 година, за която Тодор Живков нарежда той да бъде уволнен и изключен от БКП, а видните АБПФК са възмутени какво пише във вестника за „едно наше момче“.